# Sławomir Leciejewski
Sławomir Grzegorz Leciejewski – polski filozof, dr hab. nauk humanistycznych, profesor uczelniany Wydziału Filozoficznego Uniwersytetu im. Adama Mickiewicza w Poznaniu. 
Publikuje prace z filozofii nauki (kosmologii) i techniki oraz metodologii nauk przyrodniczych. Aktualnie interesuje go również filozofia informatyki oraz relacje nauka-religia. 

## Życiorys
W 1996 roku obronił pracę magisterską z fizyki pt. Zasada antropiczna, napisaną pod kierunkiem prof. Z. Jacyny-Onyszkiewicza na Wydziale Fizyki UAM. Rok później obronił pracę magisterską z filozofii (Zasada antropiczna w kosmologii i jej metodologiczne konsekwencje), którą napisał pod kierunkiem prof. P. Zeidlera na Wydziale Nauk Społecznych UAM. W 2000 roku został magistrem teologii. Pracę pt. Spór o istnienie Boga według Berkeleya i Jacyny-Onyszkiewicza napisał pod kierunkiem ks. prof. Antoniego Siemianowskiego na Wydziale Teologicznym UAM.
9 grudnia 2002 obronił rozprawę doktorską pt. Obserwator w kosmologii antropicznej, a 10 marca 2014 habilitował się na podstawie pracy zatytułowanej: Cyfrowa rewolucja w badaniach eksperymentalnych. Studium metodologiczno-filozoficzne. Od 2016 roku jest profesorem na Wydziale Filozoficznym Uniwersytetu im. Adama Mickiewicza w Poznaniu. 
Od 2014 roku pełnił funkcję kierownika Zakładu Filozofii Techniki i Rozwoju Cywilizacji Instytut Filozofii UAM, a w latach 2016-2019 Zastępcy Dyrektora Instytutu Filozofii UAM ds. kształcenia. Prodziekan Wydziału Filozoficznego UAM ds. kształcenia w latach 2019-2024. W 2024 roku wybrany na 2 kadencję. 
W latach 2013-2016 pełnił funkcję sekretarza Sekcji Filozofii Przyrody i Nauk Przyrodniczych Polskiego Towarzystwa Filozoficznego. W latach 2023-2025 wybrany na zastępcę przewodniczącego Sekcji Filozofii Przyrody i Nauk Przyrodniczych Polskiego Towarzystwa Filozoficznego. 
Od 2013 roku współtworzy projekt HOMO INFORMATICUS, będący cyklem konferencji naukowych poświęconych filozofii informatyki. 
Od 2015 roku realizuje autorski projekt pn. EWOLUCJA a STWORZENIE, czyli cyklu konferencji popularnonaukowych omawiający relacje nauka-religia. 
W latach 2020-2024 członek Rady Centrum Informatycznego UAM. W 2024 roku wybrany na drugą kadencję.  
W 2023 roku ukończył studia podyplomowe z teologii i uzyskał licencjat kanoniczny na Wydziale Teologicznym UAM (zakres – teologia historyczna, specjalność – teologia biblijna).

## Prace
Monografie:
- 2007, Rola zasad antropicznych w rozwoju współczesnej kosmologii. Studium metodologiczne, Wydawnictwo Naukowe Instytutu Filozofii UAM, Poznań. ISBN I978-83-7092-095-1
- 2013, Cyfrowa rewolucja w badaniach eksperymentalnych. Studium metodologiczno-filozoficzne, Wydawnictwo Naukowe UAM, Poznań. ISBN 978-83-232-2558-4
- 2021, Filozofia kosmologii antropicznej, Wydawnictwo Poznańskiego Towarzystwa Przyjaciół Nauk, Poznań. ISBN 978-83-7654-442-7

Wybrane artykuły:
- 2000, Komputer we współczesnych eksperymentach naukowych (próba przypisu do koncepcji nowego eksperymentalizmu), [w:] A. Szczuciński (red.), Cywilizacyjne dylematy rozwoju nauki i techniki, Oficyna Wydawnicza „Batik”, Poznań, s. 69-91.
- 2002, Problem świadomości w wybranych interpretacjach mechaniki kwantowej i kosmologii, [w:] P. Orlik (red.), Światłocienie świadomości, Wydawnictwo Naukowe Instytutu Filozofii UAM, Poznań, s. 181-196.
- 2003, Status eksperymentatora w naukach empirycznych a współczesne techniki informatyczne, [w:] D. Sobczyńska, P. Zeidler (red.), Homo experimentator, Wydawnictwo Naukowe Instytutu Filozofii UAM, Poznań, s. 159-187.
- 2006, Zasada kosmologiczna i zasada antropiczna a możliwość teoretycznych badań całości Wszechświata, [w:] P. Orlik (red.), Całość – wizje, pejzaże, teorie, Wydawnictwo Naukowe Instytutu Filozofii UAM, Poznań, s. 65-98.
- 2006, Antropizm w kosmologii, [w:] P. Orlik (red.), Całość – wizje, pejzaże, teorie, Wydawnictwo Naukowe Instytutu Filozofii UAM, Poznań, s. 99-112.
- 2009, Specyfika wspomaganych komputerowo badań eksperymentalnych w naukach przyrodniczych, Studia Philosophiae Christianae, t. 45, nr 1, UKSW, Warszawa, s. 119-131.
- 2009, Ontologia Berkeleya a ontologia mechaniki kwantowej, [w:] Z. Błaszczak, A. Szczuciński (red.), Wokół Einsteina. Dylematy filozofów i fizyków, Oficyna Wydawnicza Batik, Poznań, s. 201-208.
- 2010, Kategoria nicości w kosmologii kwantowej, [w:] P. Orlik (red.), Wobec nicości, Wydawnictwo Naukowe Instytutu Filozofii UAM, Poznań, s. 189-208.
- 2010, Komunikacja multimedialna w edukacji filozoficznej – konieczność czy zbędne obciążenie pracy dydaktycznej?, [w:] I. Surina (red.), Przestrzeń edukacyjna wobec wyzwań i oczekiwań społecznych, Oficyna Wydawnicza „Impuls”, Kraków, s. 247-258.
- 2010, Obserwator jako test modeli kosmologicznych, [w:] Z. Błaszczak, A. Szczuciński (red.), Wokół ewolucjonizmu. Dylematy biologów, filozofów i fizyków, Oficyna Wydawnicza Batik, Poznań, s. 153-161.
- 2011, Geneza czasu według kosmologii kwantowej, [w:] P. Orlik (red.), Aporie czasu, Wydawnictwo Naukowe Instytutu Filozofii UAM, Poznań, s. 29-53.
- 2011, Problematyka czasu oraz miejsca człowieka w kwantowym Wszechświecie, [w:] P. Orlik (red.), Aporie czasu, Wydawnictwo Naukowe Instytutu Filozofii UAM, Poznań, s. 54-70.
- 2011, Komunikacja multimedialna w edukacji filozoficznej XXI wieku, [w:] M. Domaradzki, E. Kulczycki, M. Wendland (red.), Język. Rozumienie. Komunikacja, Wydawnictwo Naukowe Instytutu Filozofii UAM, Poznań, s. 83-96.
- 2011, Rola zasad antropicznych w rozwoju kosmologii, [w:] Z. Roskal (red.), Transfer idei. Od ewolucji w biologii do ewolucji w astronomii i kosmologii, Wydawnictwo KUL, Lublin, s. 121-142.
- 2011, Antropizm w kosmologii (od wielkich liczb do idei multiświata), Roczniki Filozoficzne, t. LIX, nr 2, s. 165-188.
- 2013, Leciejewski S., Maj M., Komputery w badaniach doświadczalnych, Materiały Budowlane, nr 3, s. 87-89.
- 2013, Antropiczny charakter kosmicznych koincydencji, [w:] S. Janeczek (red. serii), seria „Dydaktyka Filozofii”, tom III „Filozofia przyrody”, S. Janeczek, D. Dąbek, J. Herda, A .Starościc (red. tomu), Wydawnictwo KUL, Lublin, s. 399-412.
- 2014, Ewolucyjna teoria epistemologiczna metodą algorytmów genetycznych, Przegląd Filozoficzny – Nowa Seria, R. 23: 2014, Nr 4 (92), s. 263-273.
- 2015, Holdys J., Leciejewski S., Transfer idei z biologii do informatyki na przykładzie algorytmów genetycznych, Studia Metodologiczne, nr 34, s. 189-208.
- 2015, The digital revolution in empirical science, „e-methodology, nr 2, s. 9-17.
- 2016, Wizualizacja i techniki notowania w naukach przyrodniczych (według Hansa-Jörga Rheinbergera), Filozofia i nauka. Studia filozoficzne i interdyscyplinarne, t. 4, s. 369-378.
- 2017, Transfer idei z biologii do informatyki na przykładzie algorytmów ewolucyjnych, Studia Philosophiae Christianae, t. 53, nr 1, UKSW, Warszawa, s. 123-142.
- 2017, Komputer jako narzędzie umożliwiające współczesne badania eksperymentalne (na przykładzie Wielkiego Zderzacza Hadronów), Sensus Historiae, t. XXIX nr 4, s. 39-51.
- 2017, W poszukiwaniu definicji informatyki, Studia Metodologiczne, nr 38, s. 179-192.
- 2018, Struktura cyfrowej rewolucji naukowej, Zagadnienia Filozoficzne w Nauce, nr 64, s. 117–136.
- 2019, Preface to the Special Issue on Philosophy in Computer Science, Foundations of Computing and Decision Sciences, vol. 44, issue 1, s. 3-9.
- 2019, Symulacje komputerowe jako narzędzia badawcze nauki (na przykładzie algorytmów ewolucyjnych), [w:] S. Janeczek, Z. Wróblewski, A. Starościc (red.), Genius Vitae. Księga pamiątkowa dedykowana Panu Profesorowi Marianowi Józefowi Wnukowi, Wydawnictwo KUL, Lublin, s. 171-183.
- 2019, Cyfrowa rewolucja cywilizacyjna a cyfrowa rewolucja w nauce, [w:] J. Boruszawski, R. Kazibut, S. Leciejewski, T. Rzepiński, Z. Tworak (red.), Między filozofią a chemią. Księga jubileuszowa dla Profesora Pawła Zeidlera, Wydawnictwo Naukowe UAM, Poznań, s. 93-99.
- 2020, Problem big data w naukach eksperymentalnych, Filozofia i nauka. Studia filozoficzne i interdyscyplinarne, t. 8, cz. 1, s. 235-242.
- 2020, Leciejewski S., Szynkiewicz M., Algorithmicity of Evolutionary Algorithms, Studies in Logic, Grammar and Rhetoric, t. 63 (76), s. 87-100.
- 2022, Czy teoria ewolucji jest koncepcją religijną?, Filozoficzne Aspekty Genezy, t. 19, nr 1, s. 213-222.
- 2022, Metafilozoficzne aspekty współczesnej myśli kosmologicznej, Człowiek i społeczeństwo, t. LIII, s. 87-99.
- 2022, Kosmiczny kontekst ewolucji biologicznej i jego konsekwencje filozoficzno-teologiczne, Filozofia Chrześcijańska, t. 19, s. 7-25.
- 2022, Dialog religii z nauką wyzwaniem dla chrześcijaństwa, Człowiek i Społeczeństwo, t. LIV, s. 33-48.
- 2023, Pytanie o jedność nauki na przykładzie kosmologii antropicznej, Studia Philosophiae Christianae t. 59, nr 2, UKSW, Warszawa, s. 101-118.